# آنالسیم
آنالسیم (به انگلیسی: Analcime) با فرمول شیمیایی Na[AlSi2O6].H2O از مجموعه کانی هاست و از واژه یونانی analkis بمعنای ضعیف گرفته شده‌است. محلول در HCl Na2O:۱۴٫۰۷٪ Al2O۳:۲۳٫۲۹٪ SiO۲:۵۴٫۴۷٪ H2O:۸٫۱۷٪ و ادخال‌های K برای اولین بار در ایتالیا کشف شد و از نظر شکل بلور: تراپزوئدر، رنگ: سفید - زرد - متمایل به قرمز - خاکستری، شفافیت: شفاف - نیمه شفاف، شکستگی: صدفی - نامنظم، جلا: شیشه‌ای - مات، رخ: ناقص - مطابق با سطح، سیستم تبلور: کوبیک (مکعبی) و در رده‌بندی سیلیکات است همچنین خاصیت مغناطیسی ندارد و منشأ تشکیل آن هیدروترمال - رسوبی است.
همایند کانی‌شناسی (پارانژ) آن واکنش‌های شیمیایی و اشعه Xلوسیت- زئولیت ها- کلسیت و غیره است
، از نظر ژیزمان بلوری - آگرگات توده‌ای - دانه‌ای کمیاب ; آلمان غربی، چک و اسلواکی، ایتالیا و ایسلند یافت می‌شود.